# Grande Prêmio da Hungria
O Grande Prêmio da Hungria (Magyar Nagydíj, em húngaro) é uma corrida de automóveis, disputada anualmente, que hoje integra o Campeonato Mundial de Fórmula 1, promovido pela FIA.
A prova foi disputada pela primeira vez em 1936, no circuito urbano de Népliget, na cidade de Budapeste. Somente em 1986 voltou a ser disputado, quando entrou para o calendário da Fórmula 1, agora no sinuoso e travado circuito de Hungaroring.

## História

### Antecedentes
A história do automobilismo na Hungria principiou em 1901, ano em que o Királyi Magyar Automobil Club (KMAC) promoveu, entre os dias 20 e 23 de julho, uma corrida de carros chamada Tattersall, nas ruas de Budapeste. O vencedor na categoria carros leves foi Béla Fényi, com seu Peugeot 7hp, que terminou as 5 voltas em 13m28s8. A categoria de veículos pequenos foi vencida por Arnold Spitz, conduzindo um Darracq 6,5hp, enquanto a categoria de carros de turismo foi ganha por Bierenz de Viena, a bordo de um Daimler 10hp.
Graças à intervenção de Samu Haltenberger, o KMAC conseguiu, junto aos automóveis clube da Alemanha e da Áustria, que o Prinz Heinrich Fahrt (Desafio Príncipe Henrique) de 1909 passasse pelo território húngaro. Os veículos partiram de Munique e passaram por Tátrafüred, Budapeste, Gyõr e Viena, num acontecimento que representou um grande passo para o ingresso do automobilismo húngaro no cenário internacional, para o qual já havia se tornado notícia desde que Ferenc Szisz vencera o Grande Prêmio da França de 1906, o primeiro evento desse porte em toda a história das corridas de automóvel.
De 1920 a 1930, o KMAC promoveu o "Svab", prova realizada no Monte Suábio, que atraiu grande número de competidores estrangeiros. Também se destacaram, a partir de 1926, o "Guggerberg" e o "Jánosberg", disputados nas colinas de Gugger e János, respectivamente. Esses eventos, contudo, não eram de grande porte, quando comparados às corridas mais proeminentes da época. Desde o início da década de 1930, havia planos para a realização de uma prova de grande escala, mas nenhum deles seguiu adiante.
O cenário começou a mudar com o início da construção do circuito de Népliget, nas ruas de Budapeste, que viria a tornar-se palco do 1o Grande Prêmio da Hungria, o qual, como as competições anteriores, foi igualmente promovido pelo autómovel clube nacional.

### O primeiro GP
Cerca de 100.000 pessoas compareceram ao circuito de Népliget para assistir ao evento.
Após a largada, Tazio Nuvolari tomou a frente, mas depois perdeu posições. O novo líder passou a ser Bernd Rosemeyer, que era seguido por Hans von Stuck, Manfred von Brauchitsch, Rudolf Caracciola e Nuvolari. Stuck começou a passar mal e teve de parar, dando lugar ao piloto-reserva Ernst von Delius, o que era possível naquela época. Von Brauchitsch também foi caindo volta após volta. Após esses contratempos, a ordem das primeiras posições era a seguinte: Rosemeyer, Caracciola e Nuvolari.
Depois de dez voltas, Caracciola ocupava a ponta, mas seu Mercedes começou a apresentar problemas no motor. O monegasco Louis Chiron foi o primeiro a abandonar, na volta 19. Mais tarde, foi acompanhado por Caracciola, quando a corrida já havia ingressado na segunda metade. Na volta 40, quando Nuvolari ultrapassava o retardatário von Brauchitsch, seus carros quase se tocaram. A Mercedes perdeu o controle e acabou colidindo com um poste de telégrafo. Com isso, todos os carros da Mercedes ficaram de fora da corrida.
Outro piloto a abandonar foi o britânico Charlie Martin, com problemas de transmissão em seu Alfa Romeo particular. Rosemeyer tinha uma vantagem de 37 segundos para Nuvolari, mas o líder começou a ter problemas e o italiano conseguiuu alcançá-lo em apenas três voltas, assumindo a liderança na volta 33. Nuvolari logo abriu uma diferença de 15 segundos, que se manteve até a bandeirada final. Rosemeyer ficou em segundo.
Completaram a corrida, com algumas voltas de atraso, o também italiano Achille Varzi, em terceiro, e seu compatriota Mario Tadini, da Alfa Romeo. Em quinto, a 4 voltas do vencedor, chegou von Delius e em sexto, a 5 voltas, o britânico Austin Dobson. O único piloto da casa, László Hartmann, chegou em sétimo e último lugar.

## Vencedores do Grande Prêmio da Hungria

### Vencedores por ano
O fundo rosa mostra quando a prova não fez parte do campeonato mundial de F1.
| Ano                             | Piloto             | Construtor                  | Local       | Resumo   |
| ------------------------------- | ------------------ | --------------------------- | ----------- | -------- |
| 1936                            | Tazio Nuvolari     | Alfa Romeo                  | Nepliget    | Detalhes |
| Não realizado entre 1937 e 1985 |                    |                             |             |          |
| 1986                            | Nelson Piquet      | Williams-Honda              | Hungaroring | Detalhes |
| 1987                            | Nelson Piquet      | Williams-Honda              | Hungaroring | Detalhes |
| 1988                            | Ayrton Senna       | McLaren-Honda               | Hungaroring | Detalhes |
| 1989                            | Nigel Mansell      | Ferrari                     | Hungaroring | Detalhes |
| 1990                            | Thierry Boutsen    | Williams-Renault            | Hungaroring | Detalhes |
| 1991                            | Ayrton Senna       | McLaren-Honda               | Hungaroring | Detalhes |
| 1992                            | Ayrton Senna       | McLaren-Honda               | Hungaroring | Detalhes |
| 1993                            | Damon Hill         | Williams-Renault            | Hungaroring | Detalhes |
| 1994                            | Michael Schumacher | Benetton-Ford               | Hungaroring | Detalhes |
| 1995                            | Damon Hill         | Williams-Renault            | Hungaroring | Detalhes |
| 1996                            | Jacques Villeneuve | Williams-Renault            | Hungaroring | Detalhes |
| 1997                            | Jacques Villeneuve | Williams-Renault            | Hungaroring | Detalhes |
| 1998                            | Michael Schumacher | Ferrari                     | Hungaroring | Detalhes |
| 1999                            | Mika Häkkinen      | McLaren-Mercedes            | Hungaroring | Detalhes |
| 2000                            | Mika Häkkinen      | McLaren-Mercedes            | Hungaroring | Detalhes |
| 2001                            | Michael Schumacher | Ferrari                     | Hungaroring | Detalhes |
| 2002                            | Rubens Barrichello | Ferrari                     | Hungaroring | Detalhes |
| 2003                            | Fernando Alonso    | Renault                     | Hungaroring | Detalhes |
| 2004                            | Michael Schumacher | Ferrari                     | Hungaroring | Detalhes |
| 2005                            | Kimi Räikkönen     | McLaren-Mercedes            | Hungaroring | Detalhes |
| 2006                            | Jenson Button      | Honda                       | Hungaroring | Detalhes |
| 2007                            | Lewis Hamilton     | McLaren-Mercedes            | Hungaroring | Detalhes |
| 2008                            | Heikki Kovalainen  | McLaren-Mercedes            | Hungaroring | Detalhes |
| 2009                            | Lewis Hamilton     | McLaren-Mercedes            | Hungaroring | Detalhes |
| 2010                            | Mark Webber        | Red Bull Racing-Renault     | Hungaroring | Detalhes |
| 2011                            | Jenson Button      | McLaren-Mercedes            | Hungaroring | Detalhes |
| 2012                            | Lewis Hamilton     | McLaren-Mercedes            | Hungaroring | Detalhes |
| 2013                            | Lewis Hamilton     | Mercedes                    | Hungaroring | Detalhes |
| 2014                            | Daniel Ricciardo   | Red Bull Racing-Renault     | Hungaroring | Detalhes |
| 2015                            | Sebastian Vettel   | Ferrari                     | Hungaroring | Detalhes |
| 2016                            | Lewis Hamilton     | Mercedes                    | Hungaroring | Detalhes |
| 2017                            | Sebastian Vettel   | Ferrari                     | Hungaroring | Detalhes |
| 2018                            | Lewis Hamilton     | Mercedes                    | Hungaroring | Detalhes |
| 2019                            | Lewis Hamilton     | Mercedes                    | Hungaroring | Detalhes |
| 2020                            | Lewis Hamilton     | Mercedes                    | Hungaroring | Detalhes |
| 2021                            | Esteban Ocon       | Alpine-Renault              | Hungaroring | Detalhes |
| 2022                            | Max Verstappen     | Red Bull Racing-Powertrains | Hungaroring | Detalhes |
| 2023                            | Max Verstappen     | Red Bull Racing-Honda RBPT  | Hungaroring | Detalhes |
| 2024                            | Oscar Piastri      | McLaren-Mercedes            | Hungaroring | Detalhes |
| 2025                            | Lando Norris       | McLaren-Mercedes            | Hungaroring | Detalhes |
| Fonte:                          |                    |                             |             |          |

### Vitórias por piloto
| Total | Piloto             | Vitórias                                       |
| ----- | ------------------ | ---------------------------------------------- |
| 8     | Lewis Hamilton     | 2007, 2009, 2012, 2013, 2016, 2018, 2019, 2020 |
| 4     | Michael Schumacher | 1994, 1998, 2001, 2004                         |
| 3     | Ayrton Senna       | 1988, 1991, 1992                               |
| 2     | Nelson Piquet      | 1986, 1987                                     |
| 2     | Damon Hill         | 1993, 1995                                     |
| 2     | Jacques Villeneuve | 1996, 1997                                     |
| 2     | Mika Häkkinen      | 1999, 2000                                     |
| 2     | Jenson Button      | 2006, 2011                                     |
| 2     | Sebastian Vettel   | 2015, 2017                                     |
| 2     | Max Verstappen     | 2022, 2023                                     |
| 1     | Tazio Nuvolari     | 1936                                           |
| 1     | Nigel Mansell      | 1989                                           |
| 1     | Thierry Boutsen    | 1990                                           |
| 1     | Rubens Barrichello | 2002                                           |
| 1     | Fernando Alonso    | 2003                                           |
| 1     | Kimi Raikkonen     | 2005                                           |
| 1     | Heikki Kovalainen  | 2008                                           |
| 1     | Mark Webber        | 2010                                           |
| 1     | Daniel Ricciardo   | 2014                                           |
| 1     | Esteban Ocon       | 2021                                           |
| 1     | Oscar Piastri      | 2024                                           |
| 1     | Lando Norris       | 2025                                           |
| 1     | Fonte:             |                                                |

### Vitórias por equipe
| Total  | Equipe          | Vitórias                                                                    |
| ------ | --------------- | --------------------------------------------------------------------------- |
| 13     | McLaren         | 1988, 1991, 1992 1999, 2000, 2005, 2007, 2008, 2009, 2011, 2012, 2024, 2025 |
| 7      | Williams        | 1986, 1987, 1990, 1993, 1995, 1996, 1997                                    |
| 7      | Ferrari         | 1989, 1998, 2001, 2002, 2004, 2015, 2017                                    |
| 5      | Mercedes        | 2013, 2016, 2018, 2019, 2020                                                |
| 4      | Red Bull Racing | 2010, 2014, 2022, 2023                                                      |
| 1      | Alfa Romeo      | 1936                                                                        |
| 1      | Benetton        | 1994                                                                        |
| 1      | Renault         | 2003                                                                        |
| 1      | Honda           | 2006                                                                        |
| 1      | Alpine          | 2021                                                                        |
| Fonte: |                 |                                                                             |

### Vitórias por país
| Total | País          | Vitórias                                                                           |
| ----- | ------------- | ---------------------------------------------------------------------------------- |
| 14    | Reino Unido   | 1989, 1993, 1995, 2006, 2007, 2009, 2011, 2012, 2013, 2016, 2018, 2019, 2020, 2025 |
| 6     | Brasil        | 1986, 1987, 1988, 1991, 1992, 2002                                                 |
| 6     | Alemanha      | 1994, 1998, 2001, 2004, 2015, 2017                                                 |
| 4     | Finlândia     | 1999, 2000, 2005, 2008                                                             |
| 3     | Austrália     | 2010, 2014, 2024                                                                   |
| 2     | Canadá        | 1997, 1998                                                                         |
| 2     | Países Baixos | 2022, 2023                                                                         |
| 1     | Itália        | 1936                                                                               |
| 1     | Bélgica       | 1990                                                                               |
| 1     | Espanha       | 2003                                                                               |
| 1     | França        | 2021                                                                               |
| 1     | Fonte:        |                                                                                    |

### Recordes de pista
|                       |                    |              |          |          |      |
| Hungaroring           | País/Piloto        | Chassi/Motor | Tempo    | Extensão | Ano  |
| Pole position         | Rubens Barrichello | Ferrari      | 1:13.333 | 3.975 km | 2002 |
| Melhor volta na prova | Michael Schumacher | Ferrari      | 1:16.207 | 3.975 km | 2002 |